# Йосип Телекі
граф Йосип Телекі (угор. Teleki József, 21 грудня 1738, Хуст — 1 вересня 1796, Ширак) — охоронець Святої корони, арт-колекціонер, письменник.

## Діяльність
Йому було сім років, коли він ходив до школи в місті Лученець, був там до 10 років, а потім учився у приватних педагогів. У віці 16 років його відправили до Петра Бода в Ігуа Алба, де він вивчав філософію, теологію та історію. Він перейшов зі школи Петра Бода (а також дядька Самуеля) до коледжу в Таргу-Муреш, де вивчав історію, теологію, філософію та математику.
З 1759 року вступив до Базельської школи Даніеля Бернуллі. Спочатку він вивчав право в Базельському університеті, але незабаром зацікавився природничими науками. Саме тоді він почав купувати не лише підручники своїх професорів, але й книги, подорожі та путівники з філософії, художньої літератури, мистецтва та музики. Він також відвідав аристократичні та приватні бібліотеки того часу, а також бібліотеки монастирських орденів. Після Базеля він навчався в Лейденському університеті, де також працював Жан-Жак Руссо. До цього часу він володів кількома мовами, крім угорської та румунської, латинською, німецькою та французькою. Він кілька разів їздив тривалий час до Швейцарії, Нідерландів, Німеччини та Франції. Під час подорожей він познайомився з видатними діячами та вченими Просвітництва.
Він написав та видав щоденник своїх подорожей. У квітні 1761 року батьки чекали його у Відні. Найбільша проблема була у його книгах, кілька книг на митниці було затримано.
Повернувшись додому, він присвятив свій час захисту реформатської віри. Він одружився 7 червня 1762 року в Сібіу.
У 1772 році став головним куратором Реформатського коледжу в Таргу-Муреші. У 1782 році він став керівником комітату Бекеш, а наприкінці року став комітату Угоча. Він також був обраний до парламенту в парламенті 1790-91. У 1791 р. Був обраний президентом реформованого синоду. У 1795 році він став опікуном Святої Корони.

### Колекціонування книг
Під час подорожей часто купував книги. Він придбав книги Йозефа Печелі та його 692-томну бібліотеку, переважно французькою мовою, що стосуються Просвітництва. Також придбав угорську історичну бібліотеку Даніель Корнідес, яка мала 2000 томів. Він також придбав багато книг зі спадщини австрійського історика Йоганна Георга Шванднера. Він розмістив книги у трьох місцях у бібліотеках — у Пешті, Таргу-Муреші та Сірак.
В цей час він створив музей опудал тварин, математичних та фізичних інструментів. Каталог бібліотеки склали його сини Ласло та Іштван на основі зразка, який він привіз додому з Парижа. Після його смерті книги дісталися спадкоємцям Телекі, а потім більшість книг знайшли своє останнє місце в бібліотеці Академії. Він був покровителем вчених, виховував талановитих людей. Бібліотека Телекі, що вижила, є безцінною.

#### Творчість
- Essoi sur la foiblesse des esprits-forts (Leyden, 1760, Amszterdam, 1762)
- Atyafiúi barátságnak oszlopa (költemény, Kolozsvár, 1779)
- Sermo quem . . , in frequentissimo omnium regni Hungnriae statuum et ordinum conventu die 13. Martii 1791 Posunii habuit (H. n.)
- La cour de Louis XV. Journal de voyage du comte J. Teleki (Kiadta Tolnai Gábor, Bp., 1943)